# Karin Schwartz
Karin Schwartz es una deportista danesa que compitió en taekwondo. Ganó cuatro medallas en el Campeonato Europeo de Taekwondo entre los años 1988 y 1998.

## Palmarés internacional
| Campeonato Europeo | Campeonato Europeo       | Campeonato Europeo | Campeonato Europeo |
| Año                | Lugar                    | Medalla            | Categoría          |
| ------------------ | ------------------------ | ------------------ | ------------------ |
| 1988               | Ankara (Turquía)         | Medalla de bronce  | –60 kg             |
| 1992               | Valencia (España)        | Medalla de bronce  | –60 kg             |
| 1994               | Zagreb (Croacia)         | Medalla de bronce  | –65 kg             |
| 1998               | Eindhoven (Países Bajos) | Medalla de oro     | –63 kg             |